# Tivoïsation
La tivoïsation est la création d'un système qui inclut des logiciels libres, mais utilise le matériel électronique pour interdire aux utilisateurs d'y exécuter des versions modifiées. Richard Stallman estime que cette pratique prive les utilisateurs de certaines des libertés pour la protection desquelles a été conçue la licence GPL.
Le terme fait référence à l'utilisation de logiciels sous licence GPL par la marque TiVo sur ses enregistreurs vidéo numériques.

## Débat en 2006-07
Le logiciel de TiVo intègre le noyau Linux et des logiciels GNU, licenciés sous la version 2 de la GNU General Public License (GPLv2). Cette licence exige que les distributeurs mettent le code source correspondant à disposition de chaque personne ayant reçu le logiciel. L'objectif de cette clause est de permettre aux utilisateurs de modifier le logiciel pour l'adapter à leurs besoins.
Cependant, Richard Stallman considère que TiVo a violé ce droit en faisant en sorte que leurs produits ne puissent exécuter le programme qu'à la condition de vérifier une signature numérique appliquée par le constructeur. Ainsi, bien que TiVo réponde aux clauses de la GPL 2 en redistribuant le code source modifié, aucune modification de ce code source ne peut fonctionner sur le matériel distribué par TiVo. Ce comportement est aussi adopté par la société Tomtom qui commercialise ses produits récents (GO 1000, Carminat Tomtom Live...) avec des verrous par signatures numériques, empêchant ainsi d'exécuter une version modifiée du système.
De l'autre côté, Linus Torvalds, l'auteur du noyau Linux, a indiqué :

« Personnellement, je suis d’avis que les matériels flexibles sont plus intéressants que les matériels verrouillés, mais en même temps, pour moi, la notion « d’échange équitable » a toujours été une notion liée au code et aux idées, pas au matériel. [...] Vous pouvez récupérer le code de Linux avec leurs modifications, et vous pouvez concevoir et construire votre propre box ADSL ou votre télévision ou tout ce que vous voulez, et utiliser toutes les améliorations de Linux qu’ils ont pu faire. [...] Donc, j’ai toujours pensé que toute cette histoire de « tivoïsation » était un truc stupide. Si vous voulez faire votre propre machine Tivo, alors faites-la. Ne pensez pas que juste parce qu’elle se base sur du code open source, vous devriez contrôler le matériel. C’est de l’open source. Si vous voulez faire de l’open hardware, alors faites de l’open hardware. »

Torvalds a affirmé qu'il considérait l'utilisation de signatures numériques privées comme un outil de sécurité salutaire. Du moment qu'il est possible de modifier le logiciel pour qu'il fonctionne sur un matériel quelconque, Torvalds estime donc que l'utilisation des signatures numériques pour empêcher l'utilisation de copies modifiées de Linux demeure éthique. 

D'autres développeurs de Linux, dont Alan Cox, ont exprimé des positions différentes.
Stallman et la Free Software Foundation (FSF) ont essayé de répondre à certains de ces points de controverse. Ils ont affirmé que leur objectif est que la GPL 3 autorise les signatures numériques privées à des fins de sécurité, mais empêche néanmoins la tivoïsation.

## GPLv3
En conséquence, l'un des objectifs de la proposition de la GPLv3 est d'empêcher la tivoïsation. Selon Eben Moglen, « la licence devrait prohiber les moyens techniques d'échapper à ses clauses, avec la même clarté qu'elle prohibe les violations de ces mêmes clauses ».
La seconde ébauche de la GPLv3 a tenté de clarifier ce point. Cependant, beaucoup de développeurs Linux demeuraient inquiets que la seconde ébauche de la GPLv3 puisse interdire des utilisations salutaires des signatures numériques.
Dans les troisième et quatrième ébauches de la GPLv3, publiées le 28 mars et le 31 mai 2007, la clause anti-tivoïsation était limitée de façon à ne pas s'appliquer lorsque le logiciel est distribué à une société (when the software is distributed to a business). Ainsi, les périphériques médicaux et les machines de vote ne seraient pas concernées. Linus Torvalds se dit « assez heureux » de la nouvelle ébauche et ses positions sur la gestion des droits numériques en anglais : Digital Rights Management.